# Simsboro
Simsboro és una població dels Estats Units a l'estat de Louisiana. Segons el cens del 2000 tenia 684 habitants.

## Demografia
Segons el cens del 2000, Simsboro tenia 684 habitants, 273 habitatges, i 193 famílies. La densitat de població era de 76,1 habitants/km².
Dels 273 habitatges en un 32,2% hi vivien nens de menys de 18 anys, en un 52% hi vivien parelles casades, en un 14,7% dones solteres, i en un 29,3% no eren unitats familiars. En el 23,4% dels habitatges hi vivien persones soles el 8,1% de les quals corresponia a persones de 65 anys o més que vivien soles. El nombre mitjà de persones vivint en cada habitatge era de 2,48 i el nombre mitjà de persones que vivien en cada família era de 2,93.
Per edats la població es repartia de la següent manera: un 24,3% tenia menys de 18 anys, un 13,6% entre 18 i 24, un 28,4% entre 25 i 44, un 21,6% de 45 a 60 i un 12,1% 65 anys o més.
L'edat mediana era de 34 anys. Per cada 100 dones de 18 o més anys hi havia 98,5 homes.
La renda mediana per habitatge era de 31.324 $ i la renda mediana per família de 35.417 $. Els homes tenien una renda mediana de 31.111 $ mentre que les dones 18.750 $. La renda per capita de la població era de 14.465 $. Entorn del 14,4% de les famílies i el 18,1% de la població estaven per davall del llindar de pobresa.

## Poblacions més properes
El següent diagrama mostra les poblacions més properes.